# بوپروپیون
بوپروپیون (به انگلیسی: Bupropion) که با نام‌‌های تجاری ولبوترین (ساخت و ثبت اختراع توسط شرکت داروسازی گلاکسواسمیت‌کلاین انگلستان در فرم سریع رهش)، زیبان (ساخت گلاکسواسمیت‌کلاین در فرمولاسیون پیوسته رهش ۱۵۰ میلی گرم) و ولبان (برای اولین بار در ایران شرکت داروسازی دکتر عبیدی، بوپروپیون را با نام تجاری ولبان عرضه کرد) بوپروپیون که در ایران بیشتر با همان نام تجاری ولبان معروف است؛ در اکثریت داروخانه‌ها موجود بوده و غالباً بدون نسخه به فروش می‌رسد. بوپروپیون داروی ضدافسردگی آتیپیک (ضدافسردگی غیررایج) است که معمولاً برای درمان اختلال افسردگی عمده و کمک به ترک سیگار استفاده می‌شود. همچنین به عنوان یک داروی تکمیلی، در مواردِ پاسخِ ناقص فرد به داروهای مهارکننده انتخابی بازجذب سروتونین (SSRI) مانند فلوکستین یا سرترالین، برای درمان افسردگی استفاده می‌شود. از آنجایی که برخی از داروهای مهارکننده های انتخابی بازجذب سروتونین برای درمان سایر بیماری های روانی غیر از افسردگی نیز مانند اختلالات اضطرابی، اختلالات شخصیتی و اختلالات خلق و خوی کاربرد زیادی دارند، ممکن است ترکیب بوپروپیون با آنها در برخی اشخاص، نه تنها خواص و عوارض جانبی بسیار داشته باشد بلکه در موارد نادری باعث بحران صرعی و مرگ نیز می شود. ترکیب بوپروپیون با داروهای اعصاب قوی‌تر نظیر ضدروان‌پریشی‌ها مانند هالوپریدول، سه حلقه‌ای‌ها مانند نورتریپتیلین، آمی‌تریپتیلین، داپوکستین و حتی آنتی هیستامین های نسل اول می‌تواند باعث کاهش شدید آستانه تشنج شود! از دیگر عوارض ناشی از این تداخلات، خطر بروز سندرم‌ها و اختلالات عصبی است. سندرم نورولپتیک بدخیم ،میگرن شدید، حس انفجار در سر، افزایش معکوس افسردگی و اضطراب، حملات پانیک و حتی اسکیزوفرنی موقت از جمله این عوارض هستند. بوپروپیون معمولاً باعث اختلال عملکرد جنسی نمی‌شود، با افزایش وزن و خواب آلودگی همراه نیست و در بهبود علائم پرخوابی و خستگی مؤثرتر از داروهای SSRI است که این ویژگی‌ها آن را از سایر داروهای ضدافسردگی متمایز می‌کند. بوپروپیون، به ویژه فورمولاسیونِ انتشار فوری آن(معمولاً ۷۵ میلی گرمی)، خطر تشنج بیشتری نسبت به بسیاری از داروهای ضدافسردگی دیگر حتی آمی‌تریپتیلین دارد، بنابراین در بیماران با سابقه اختلال تشنج و صرع به احتیاط تجویز می‌شود.
بوپروپیون در دوزهای نسبتاً بالا بسته به دوز(مثلا:۱۵۰ میلی‌گرم سریع رهش)، فرد را دچار آژیتاسیون، آکاتیزیا، کاتاتونی و بی‌قراری و تپش قلب می‌کند. افزایش فشار خون بعد از مصرف، معمول است. زیرا دارو مهارگر بازجذب نورآدرنالین به طور متوسط تا قوی است. آزادشدن آدرنالین زیاد در خون قطعاً سبب تپش قلب، گشادی عروق خونی (افزایش فشار خون)، تنفس سریع و ... می شود. فرآیند اول به گونه مستقیم باعث افزایش فشار خون می‌شود. و فرآیند دوم به نحوه غیرمستقیم! و عوارض جانبی نادر اما جدی شامل حمله صرع، سمیت کبدی، روان‌پریشی و خطر مصرف بیش از حد (اعتیاد) می‌شود. استفاده از بوپروپیون در دوران بارداری ممکن است با افزایش احتمال نقص مادرزادی قلب کودک همراه باشد.
بوپروپیون به عنوان یک مهارکننده بازجذب نوراپی‌نفرین–دوپامین و یک آنتاگونیست گیرندهٔ نیکوتین عمل می‌کند؛ با این حال، اثرات آن بر دوپامین اندک است. از نظر شیمیایی، بوپروپیون یک آمینوکتون بوده و جزو کاتینون‌های جایگزین به‌شمار می‌آید؛ همچنین دسته‌بندی کلی در گروه فنتیلامین‌ها و آمفتامین‌های جایگزین قرار دارد.
بوپروپیون توسط نریمان مهتا (داروشناس هندی که در گلاکسواسمیت‌کلاین کار می‌کرد) در سال ۱۹۶۹ اختراع و برای اولین بار در سال ۱۹۸۵ برای استفاده پزشکی در ایالات متحده تأیید شد. بوپروپیون قبل از اینکه در سال ۲۰۰۰ به نام فعلی اش شناخته شود، به صورت عمومی «آمفِبوتامون» نامیده می‌شد. در سال ۲۰۲۰، با بیش از ۲۸ میلیون نسخه، هجدهمین داروی رایج در ایالات متحده بود. این دارو در فهرست داروهای ضروری سازمان بهداشت جهانی قرار دارد.
این دارو یک داروی ضد افسردگی نسبتاً مؤثر است، اما در مواردی که بیمار پاسخ ناقص به داروهای ضد افسردگی SSRI خط اول دارد، به عنوان داروی مکمل نیز استفاده می‌شود. بوپروپیون تنها دارویی است که برای اختلال عاطفی فصلی تأیید شده‌است. در سال ۲۰۱۷، این ۲۳مین داروی رایج در ایالات متحده بود که بیش از ۲۴ میلیون نسخه در آن وجود داشت.

## مکانیسم عمل
دارویی است که در درجه اول برای درمان اختلال افسردگی عمده و کمک به ترک سیگار استفاده می‌شود. همچنین تنها دارویی که برای درمان اختلال عاطفی فصلی تأیید شده بوپروپیون می‌باشد. بوپروپیون یک ضد افسردگی آتیپیک است.که به عنوان یک مهارکننده بازجذب نوراپی‌نفرین و دوپامین (NDRI) عمل می‌کند. بوپروپیون باعث فعالیت ضد افسردگی می‌شود زیرا به‌طور انتخابی مانع از جذب مجدد دوپامین و نوراپی‌نفرین می‌شود.
بوپروپیون همچنین می‌تواند باعث آزادسازی نوراپی‌نفرین و دوپامین از نورون پیش سیناپسی شود.
متابولیت اولیه، هیدروکسی بوپروپیون همان اثر بوپروپیون را دارد تا مجدداً جذب نوراپی‌نفرین و دوپامین را مسدود کند، بنابراین مدت زمان مصرف دارو را طولانی می‌کند.
بوپروپیون همچنین یک آنتاگونیست غیر رقابتی گیرنده‌های استیل کولین نیکوتین است، بنابراین به افراد کمک می‌کند تا سیگار را ترک کنند زیرا اتصال دارو به این گیرنده‌ها باعث فعال شدن آنها شده و هوس سیگار را کاهش می‌دهد.

## موارد درمان

#### افسردگی
بوپروپیون در سال ۲۰۰۶ توسط سازمان غذا و داروی ایالات متحده (FDA) به منظور پیشگیری از اختلال عاطفی فصلی (SAD) تصویب شد.
بوپروپیون چندین ویژگی دارد که آن را از سایر داروهای ضد افسردگی متمایز می‌کند: به عنوان مثال، برخلاف اکثر داروهای ضد افسردگی، معمولاً باعث اختلال عملکرد جنسی نمی‌شود. درمان بوپروپیون همچنین با خواب آلودگی یا افزایش وزن همراه نیست که ممکن است توسط سایر داروهای ضد افسردگی ایجاد شود. در افراد افسرده که علائم خواب آلودگی و خستگی را تجربه می‌کنند، بوپروپیون مؤثرتر از مهارکننده‌های انتخابی بازجذب سروتونین (SSRI) در کاهش این علائم است. افزودن بوپروپیون به SSRI ممکن است منجر به بهبود افسردگی در بعضی از افراد شود که پاسخ ناقص به داروی ضدافسردگی داده‌اند.
شواهد به‌طور کلی از اثربخشی بوپروپیون نسبت به دارونما برای درمان افسردگی حمایت می‌کند. با این حال، کیفیت شواهد پایین است. تنها یک متاآنالیز انجام شده تأثیر معنادار این دارو بر درمان افسردگی را گزارش کرد و اکثر متاآنالیزها نشان می‌دهند بوپروپیون، در بهترین حالت، اثر کمی بر افسردگی دارد.

#### ترک سیگار
بوپروپیون به عنوان کمکی برای ترک سیگار تجویز می‌شود. بوپروپیون شدت هوس نیکوتین و علائم ترک را کاهش می‌دهد. اثربخشی بوپروپیون با درمان جایگزینی نیکوتین قابل مقایسه است، اما از وارنیکلین کارایی کمتری دارد.

#### اختلال کمبود توجه و بیش فعالی
مشخص نیست که بوپروپیون برای درمان ADHD در کودکان بی خطر یا مؤثر است. دستورالعمل سال ۲۰۰۷ در مورد درمان ADHD از آکادمی روان‌پزشکی کودکان و نوجوانان آمریکایی خاطرنشان می‌کند که شواهد برای بوپروپیون "بسیار ضعیف تر از درمان‌های مصوب FDA است. به طور مشابه، دستورالعمل خدمات بهداشتی وزارت امور خارجه تگزاس توصیه می‌کند که بعد از امتحان کردن دو محرک متفاوت و اتوکستین ، بوپروپیون یا داروی ضد افسردگی سه حلقه ای را به عنوان یک روش خط چهارم در نظر بگیرید.

#### اختلال عملکرد جنسی
بوپروپیون نسبت به سایر داروهای ضد افسردگی کمتر باعث ایجاد اختلال عملکرد جنسی می‌شود. طیف وسیعی از مطالعات نشان می‌دهد که بوپروپیون نه تنها عوارض جانبی جنسی کمتری را نسبت به سایر داروهای ضد افسردگی ایجاد می‌کند، بلکه در واقع می‌تواند به کاهش اختلال عملکرد جنسی کمک کند. همچنین چندین مطالعه وجود دارد که نشان می‌دهد بوپروپیون عملکرد جنسی را در خانمهایی که افسرده نیستند بهبود بخشد.

#### چاقی
بوپروپیون در صورت استفاده برای درمان چاقی در مدت زمان ۶ تا ۱۲ ماه ممکن است منجر به کاهش وزن تا ۲٫۷ کیلوگرم شود. این تفاوت چندانی با کاهش وزن ناشی از چندین داروی دیگر مانند سیبوترامین یا اورلیستات ندارد. در ترکیب با نالتروکسون مورد مطالعه قرار گرفته‌است. نگرانی از بوپروپیون شامل افزایش فشار خون و ضربان قلب است. در سپتامبر سال ۲۰۱۴، ترکیب (بوپروپیون / نالتروکسون) توسط سازمان غذا و داروی ایالات متحده (FDA) برای درمان چاقی تصویب شد.

#### کاربردهای دیگر
بحث در مورد اینکه آیا اضافه کردن یک داروی ضد افسردگی مانند بوپروپیون به تثبیت کننده خلقی در افراد مبتلا به افسردگی دو قطبی مفید است، وجود دارد اما نتیجه بررسی‌های اخیر نشان داده که بوپروپیون در این شرایط آسیب قابل توجهی ندارد و ممکن است بعضی اوقات فواید قابل توجهی داشته باشد. بوپروپیون هیچ اثربخشی در درمان وابستگی به کوکائین نشان نداده‌است، اما شواهد ضعیفی وجود دارد که نشان می‌دهد در درمان وابستگی متامفتامین مفید است. در کسانی که سطح اضطراب بالایی دارند بوپروپیون اضطراب آن‌ها را تشدید می‌کند.

## عوارض جانبی
عوارض جانبی معمول بوپروپیون شامل خشکی دهان، مشکل در خواب، بیقراری و سردرد است. عوارض جانبی جدی شامل افزایش خطر ابتلا به صرع و خودکشی است. در مقایسه با برخی از داروهای ضد افسردگی دیگر، بوپروپیون ممکن است میزان کمتری از اختلال عملکرد جنسی یا خواب‌آلودگی داشته و منجر به کاهش وزن شود. مشخص نیست که آیا مصرف آن در دوران بارداری یا شیردهی بی خطر است.

## موارد منع مصرف
برچسب دارو توصیه می‌کند که بوپروپیون را نباید برای افراد مبتلا به صرع یا سایر شرایطی که آستانه تشنج را پایین می‌آورند، تجویز کرد. در مصرف همزمان با مهار کننده مونوآمین اکسیداز (MAOIs) منع مصرف دارد.

## تاریخچه
بوپروپیون اولین بار توسط شیمیدانان در سال ۱۹۶۹ ساخته شد و در سال ۱۹۷۴ توسط بروف ولز به ثبت رسیده‌است. نخستین بار برای استفاده پزشکی در ایالات متحده در سال ۱۹۸۵ تصویب شد.